# Exspektanz
Exspektanz ist ein Begriff aus der Rechtssprache und bedeutet tatsächliche Anwartschaft, also bloß faktische Aussichten auf zukünftige Mehrung des Vermögens, die sich allerdings noch nicht in einem Anwartschaftsrecht verdichtet haben, weil noch nicht das Mindestmaß rechtlicher Sicherung eingetreten ist.
Im Strafrecht zählen Exspektanzen nach herrschender Meinung nur dann zum Vermögen, wenn diese zumindest soweit konkretisiert sind, dass der Eintritt einer Vermögensmehrung mit einiger Wahrscheinlichkeit eintreten wird und ihnen die Verkehrsauffassung daher bereits einen wirtschaftlichen Wert zuschreibt.
Im kanonischen Recht bezeichnen Exspektanzen Anwartschaften auf noch unbesetzte Kirchenstellen; artverwandt später bei Stellen in adeligen Damenstiften.